# Los Angeles Lakers 2017-2018
La stagione 2017-2018 dei Los Angeles Lakers è stata la 70ª stagione della franchigia, la 69ª nella NBA e la 58ª a Los Angeles.

## Draft
| Giro | Scelta | Giocatore     | Ruolo | Nazionalità | Università/Squadra |
| ---- | ------ | ------------- | ----- | ----------- | ------------------ |
| 1    | 2      | Lonzo Ball    | P     | Stati Uniti | UCLA               |
| 1    | 27     | Kyle Kuzma    | AP    | Stati Uniti | Utah               |
| 1    | 30     | Josh Hart     | G     | Stati Uniti | Villanova          |
| 2    | 42     | Thomas Bryant | AG/C  | Stati Uniti | Indiana            |

## Roster
| \| Pos. \| Num. \| Naz. \| Nome \| Altezza \| Peso \| Data nascita \| Provenienza \| \| ---- \| ---- \| ---------------------- \| ------------------------- \| ------- \| ------ \| ------------ \| ---------------- \| \| P \| 2 \| Stati Uniti (bandiera) \| Ball, Lonzo \| 198 cm \| 86 kg \| 27-10-1997 \| UCLA \| \| C \| 31 \| Stati Uniti (bandiera) \| Bryant, Thomas \| 208 cm \| 112 kg \| 31-07-1997 \| Indiana \| \| G \| 1 \| Stati Uniti (bandiera) \| Caldwell-Pope, Kentavious \| 196 cm \| 93 kg \| 18-02-1993 \| Georgia \| \| G \| 4 \| Stati Uniti (bandiera) \| Caruso, Alex (TW) \| 196 cm \| 84 kg \| 28-02-1994 \| Texas A&M \| \| AP \| 9 \| Regno Unito (bandiera) \| Deng, Luol \| 206 cm \| 100 kg \| 16-03-1985 \| Duke \| \| P \| 10 \| Canada (bandiera) \| Ennis, Tyler \| 191 cm \| 88 kg \| 24-08-1994 \| Syracuse \| \| G \| 5 \| Stati Uniti (bandiera) \| Hart, Josh \| 196 cm \| 98 kg \| 06-03-1995 \| Villanova \| \| G \| 20 \| Stati Uniti (bandiera) \| Ingram, Andre \| 191 cm \| 86 kg \| 19-11-1985 \| Highland Springs \| \| AP \| 14 \| Stati Uniti (bandiera) \| Ingram, Brandon (C) \| 206 cm \| 86 kg \| 02-09-1997 \| Duke \| \| AG \| 0 \| Stati Uniti (bandiera) \| Kuzma, Kyle \| 206 cm \| 100 kg \| 24-07-1995 \| Utah \| \| C \| 11 \| Stati Uniti (bandiera) \| Lopez, Brook \| 213 cm \| 122 kg \| 01-04-1988 \| Stanford \| \| P \| 23 \| Stati Uniti (bandiera) \| Payton, Gary (TW) \| 191 cm \| 86 kg \| 01-12-1992 \| Oregon State \| \| AG \| 30 \| Stati Uniti (bandiera) \| Randle, Julius \| 206 cm \| 113 kg \| 29-11-1994 \| Kentucky \| \| P \| 3 \| Stati Uniti (bandiera) \| Thomas, Isaiah \| 175 cm \| 84 kg \| 07-02-1989 \| Washington \| \| A \| 21 \| Stati Uniti (bandiera) \| Wear, Travis \| 208 cm \| 86 kg \| 21-09-1990 \| UCLA \| \| C \| 40 \| Croazia (bandiera) \| Zubac, Ivica \| 216 cm \| 109 kg \| 03-18-1997 \| Croazia \| \| AG \| 12 \| Stati Uniti (bandiera) \| Frye, Channing \| 211 cm \| 112 kg \| 17-05-1983 \| Arizona \| | Allenatore - Luke Walton Assistente/i - Jud Buechler - Mark Madsen - Jesse Mermuys - Miles Simon - Brian Shaw (Associate HC) - Brian Keefe - Clay Moser - Tracy Murray - Casey Owens Legenda - (C) Capitano - (FA) Free agent - (S) Sospeso - (GL) Assegnato a squadra G League affiliata - (TW) Contratto Two-way - Infortunato Roster • Transazioni · Ultima transazione: 9 aprile 2018 |                        |                           |         |        |              |                  |
| Pos. | Num. | Naz.                   | Nome                      | Altezza | Peso   | Data nascita | Provenienza      |
| P | 2 | Stati Uniti (bandiera) | Ball, Lonzo               | 198 cm  | 86 kg  | 27-10-1997   | UCLA             |
| C | 31 | Stati Uniti (bandiera) | Bryant, Thomas            | 208 cm  | 112 kg | 31-07-1997   | Indiana          |
| G | 1 | Stati Uniti (bandiera) | Caldwell-Pope, Kentavious | 196 cm  | 93 kg  | 18-02-1993   | Georgia          |
| G | 4 | Stati Uniti (bandiera) | Caruso, Alex (TW)         | 196 cm  | 84 kg  | 28-02-1994   | Texas A&M        |
| AP | 9 | Regno Unito (bandiera) | Deng, Luol                | 206 cm  | 100 kg | 16-03-1985   | Duke             |
| P | 10 | Canada (bandiera)      | Ennis, Tyler              | 191 cm  | 88 kg  | 24-08-1994   | Syracuse         |
| G | 5 | Stati Uniti (bandiera) | Hart, Josh                | 196 cm  | 98 kg  | 06-03-1995   | Villanova        |
| G | 20 | Stati Uniti (bandiera) | Ingram, Andre             | 191 cm  | 86 kg  | 19-11-1985   | Highland Springs |
| AP | 14 | Stati Uniti (bandiera) | Ingram, Brandon (C)       | 206 cm  | 86 kg  | 02-09-1997   | Duke             |
| AG | 0 | Stati Uniti (bandiera) | Kuzma, Kyle               | 206 cm  | 100 kg | 24-07-1995   | Utah             |
| C | 11 | Stati Uniti (bandiera) | Lopez, Brook              | 213 cm  | 122 kg | 01-04-1988   | Stanford         |
| P | 23 | Stati Uniti (bandiera) | Payton, Gary (TW)         | 191 cm  | 86 kg  | 01-12-1992   | Oregon State     |
| AG | 30 | Stati Uniti (bandiera) | Randle, Julius            | 206 cm  | 113 kg | 29-11-1994   | Kentucky         |
| P | 3 | Stati Uniti (bandiera) | Thomas, Isaiah            | 175 cm  | 84 kg  | 07-02-1989   | Washington       |
| A | 21 | Stati Uniti (bandiera) | Wear, Travis              | 208 cm  | 86 kg  | 21-09-1990   | UCLA             |
| C | 40 | Croazia (bandiera)     | Zubac, Ivica              | 216 cm  | 109 kg | 03-18-1997   | Croazia          |
| AG | 12 | Stati Uniti (bandiera) | Frye, Channing            | 211 cm  | 112 kg | 17-05-1983   | Arizona          |

## Classifiche

### Pacific Division
| Pacific Division        | Pacific Division | Pacific Division | Pacific Division | Pacific Division | Pacific Division | Pacific Division | Pacific Division | Pacific Division |
| Squadra                 | V                | S                | V%               | PR               | Casa             | Trasf            | Div              | PG               |
| ----------------------- | ---------------- | ---------------- | ---------------- | ---------------- | ---------------- | ---------------- | ---------------- | ---------------- |
| y – Golden St. Warriors | 58               | 24               | .707             | 7,0              | 29–12            | 29–12            | 13–3             | 82               |
| L.A. Clippers           | 42               | 40               | .512             | 23,0             | 22–19            | 20–21            | 12–4             | 82               |
| L.A. Lakers             | 35               | 47               | .427             | 30,0             | 20–21            | 15–26            | 5–10             | 82               |
| Sacramento Kings        | 27               | 55               | .329             | 38,0             | 14–27            | 13–28            | 5–11             | 82               |
| Phoenix Suns            | 21               | 61               | .256             | 44,0             | 10–31            | 11–30            | 4–12             | 82               |

### Western Conference
| Western Conference | Western Conference        | Western Conference | Western Conference | Western Conference | Western Conference | Western Conference |
| #                  | Squadra                   | V                  | S                  | V%                 | PR                 | PG                 |
| ------------------ | ------------------------- | ------------------ | ------------------ | ------------------ | ------------------ | ------------------ |
| 1                  | z – Houston Rockets *     | 65                 | 17                 | .793               | –                  | 82                 |
| 2                  | y – Golden St. Warriors * | 58                 | 24                 | .707               | 7,0                | 82                 |
| 3                  | y – Portland T. Blazers * | 49                 | 33                 | .598               | 16,0               | 82                 |
| 4                  | x – Oklahoma Thunder      | 48                 | 34                 | .585               | 17,0               | 82                 |
| 5                  | x – Utah Jazz             | 48                 | 34                 | .585               | 17,0               | 82                 |
| 6                  | x – N. Orleans Pelicans   | 48                 | 34                 | .585               | 17,0               | 82                 |
| 7                  | x – San Antonio Spurs     | 47                 | 35                 | .573               | 18,0               | 82                 |
| 8                  | x – Minnesota T'wolves    | 47                 | 35                 | .573               | 18,0               | 82                 |
|                    |                           |                    |                    |                    |                    |                    |
| 9                  | Denver Nuggets            | 46                 | 36                 | .561               | 19,0               | 82                 |
| 10                 | L.A. Clippers             | 42                 | 40                 | .512               | 23,0               | 82                 |
| 11                 | L.A. Lakers               | 35                 | 47                 | .427               | 30,0               | 82                 |
| 12                 | Sacramento Kings          | 27                 | 55                 | .329               | 38,0               | 82                 |
| 13                 | Dallas Mavericks          | 24                 | 58                 | .293               | 41,0               | 82                 |
| 14                 | Memphis Grizzlies         | 22                 | 60                 | .268               | 43,0               | 82                 |
| 15                 | Phoenix Suns              | 21                 | 61                 | .256               | 44,0               | 82                 |

## Mercato

### Prolungamenti contrattuali
| Giocatore   | Contratto                                    |
| ----------- | -------------------------------------------- |
| Tyler Ennis | Contratto di 2 anni – 3,1 milioni di dollari |

### Free Agency

#### Acquisti
| Giocatore                | Contratto                       | Provenienza                      |
| ------------------------ | ------------------------------- | -------------------------------- |
| Kentavious Caldwell-Pope | 1 anno – 18 milioni di dollari  | Detroit Pistons                  |
| Alex Caruso              | Contratto Two-way               | Oklahoma Blue                    |
| Vander Blue              | Contratto Two-way               | L.A. D-Fenders                   |
| Andrew Bogut             | 1 anno – 2,3 milioni di dollari | Cleveland Cavaliers              |
| Gary Payton              | Contratto Two-way               | Milwaukee Bucks / Wisconsin Herd |
| Nigel Hayes              | Contratto di 10 giorni          | Westch. Knicks                   |
| Andre Ingram             | Contratto di 10 giorni          | South Bay Lakers                 |

#### Cessioni
| Giocatore         | Motivo     | Nuova squadra                        |
| ----------------- | ---------- | ------------------------------------ |
| Tarik Black       | Rilasciato | Houston Rockets                      |
| Nick Young        | Free agent | G.S. Warriors                        |
| David Nwaba       | Rilasciato | Chicago Bulls                        |
| Metta World Peace | Free agent | Basket New Orleans Gators / Ritirato |
| Thomas Robinson   | Free agent | BC Khimki                            |
| Andrew Bogut      | Rilasciato |                                      |
| Vander Blue       | Rilasciato | Auxilium Torino                      |
| Nigel Hayes       | Free agent | Westch. Knicks                       |

### Scambi
| 22 giugno 2017  | L.A. LakersBrook Lopez Draft rights per Kyle Kuzma                        | Brooklyn NetsD'Angelo Russell Timofey Mozgov       |
| 22 giugno 2017  | L.A. LakersDraft rights per Josh Hart Draft rights per Thomas Bryant      | Utah JazzDraft rights per Tony Bradley             |
| 8 febbraio 2018 | L.A. LakersIsaiah Thomas Channing Frye Scelta protetta 1º giro Draft 2018 | Cleveland CavaliersJordan Clarkson Larry Nance Jr. |

## Premi individuali
| Assegnato a | Premio                                                | Data premio     | Ref.   |
| ----------- | ----------------------------------------------------- | --------------- | ------ |
| Kyle Kuzma  | Rookie del mese Western Conference (Ottobre/Novembre) | 1 dicembre 2017 | [ 11 ] |